# Cyclosa argenteoalba
Cyclosa argenteoalba Bösenberg & Strand, 1906 è un ragno appartenente alla famiglia Araneidae.

## Etimologia
Il nome proprio della specie deriva dagli aggettivi latini argenteus, -a, -um, che significa argenteo, del colore dell'argento e albus, -a, -um, che significa bianco, pallido, ad indicare il colore di questa specie che va dal bianco argento al giallo pallido

## Caratteristiche
Gli esemplari femminili raccolti sono di dimensioni: cefalotorace lungo 1,33-1,92mm, largo 1,07-1,54mm; opistosoma lungo 2,38-4,63mm, largo 1,53-2,83mm.

## Distribuzione
La specie è stata reperita in Russia, Corea, Cina, Giappone e Taiwan: le principali località giapponesi sono: il monte Nakimushiyama, il monte Takiyama e la cittadina Utsunomiya-shinrinkoen nella prefettura di Tochigi; il monte Tsukuba nella prefettura di Ibaraki.

## Tassonomia
Al 2013 non sono note sottospecie e dal 2012 non sono stati esaminati nuovi esemplari.